# Борковский, Фёдор
Фёдор Борковский (1902, Полтава — 4 апреля 1942 г., Полтава) — деятель армии УНР, позднее в ОУН (фракция А. Мельника).

## Биография
Служил в армии, с 1917 гг. — офицер армии УНР. В январе 1918 года он принимал участие в подавлении восстания большевиков в Киеве, где командовал бронеотрядом, штурмовал завод «Арсенал», при этом был тяжело ранен.
При советской власти отбыл 10-летний срок заключения. После освобождения жил на улице Монастырской, 15.
С 1941 г. присоединился к Походным группам ОУН (фракция Мельника), которые разыскали его по старым контактам. В октябре 1941 г. немецкая оккупационная власть назначила его первым городским головой (бургомистром) Полтавы. Принимал участие в учредительном собрании Украинской национальной рады в Киеве. Основал местное отделение Украинского Красного Креста (его возглавила Галина Вьюн).
В состав президиума областного совета входили Александр Дыгас, Петр Дейнеко, Иван Клименко, Александр Шаруда, «Ярослав Мудрый», последний одновременно был председателем бандеровской группы активистов. Связным президиума УНР в Киеве и членом Полтавского областного совета был Зенон Городисский.
Вместе с Борковським к мельниковской фракции принадлежали редактор областного журнала «Голос Полтавщины» Петр Сагайдачный, начальник полтавской полиции, член ОУН со времён эмиграции Петр Чуй и его заместитель Мирошниченко.

Виктор Ревегук так описывает его в своей книге «Полтавщина под немецкой оккупацией»:
Борковский был мужчиной среднего роста, среднего телосложения. Летом он ходил в коричневом костюме и такой же шляпе, а зимой носил дорогое темно-серое пальто с каракулевым воротником и такую же шапку. Ездил председатель городской управы в конном экипаже с кучером, без охраны.
10 марта 1942 г. по инициативе Борковского в городе были устроены Шевченковские праздники. Вскоре после этого он привёл к присяге на верность ОУН (м) местное звено украинских активистов.

Арестован в конце марта 1942 г. вместе с П. Дейнеко, Дыгасом, Клименко и др. и вскоре казнён немцами по следующему обвинению:
Бургомистр проводил у себя собрания со сторонниками Бандеры (так в оригинале — на самом деле он был мельниковцем), в ходе которых он пропагандировал идею создания украинской армии для борьбы с немецким вермахтом.
Об обстоятельствах гибели Ф. Борковского есть короткое упоминание в автобиографическом романе А. Мальченко (Олексы Изарского).
Галина Вьюн в своих воспоминаниях предполагала, что украинские националисты стали жертвами советской агентуры, которая работала в немецких учреждениях. М. Сарма-Соколовский приводит факты, согласно которым среди тех, кто выдал группу немцам, был заместитель начальника полиции Мирошниченко, который сменил на посту П. Чуя. На должности городского председателя Борковского сменил Андрей Васильевич Репуленко.